# RAGEテクノロジーグループ
RAGEテクノロジーグループ(RAGE Technology Grop)はアメリカのテイクツー・インタラクティブ内のブランドロックスター・ゲームス社傘下、ロックスター・サンディエゴ社内の1部門であるロックスター・スタジオ内の1つ。

## 概要
RAGEとは「ロックスター・アドバンスド・ゲーム・エンジン」の略称。
2001年の『グランド・セフト・オートIII』や2002年の『グランド・セフト・オート・バイスシティ』などに使用されていたRenderWare（ゲームエンジン）の使用を止め、ロックスター・アドバンスド・ゲーム・エンジンの開発を行われた理由は2004年に、Criterion Games社がバトルフィールドシリーズなどで知られているエレクトロニック・アーツ社により買収されてしまい、ロックスター社は「ロックスター・ブランド」のゲームエンジンを開発を開始し、ランダーウェアーから移行し、ロックスター・サンディエゴ社内の1部門として2006年にRAGE テクノロジーグループ社を開設した。
また、2012年に『マックスペイン3』が発売された以降、RAGEはDirectX 11とパーソナルコンピュータ用の立体3Dレンダリングにもサポートしている。
『ロックスター・ゲームス プレゼンツ テーブルテニス』から『レッド・デッド・リデンプション2』までと様々なゲームエンジンとして現在も使用されている。

## 使用されているゲーム
- 『テーブルテニス』 (2006年)
- 『グランド・セフト・オートIV』 (2008年)
- 『ミッドナイトクラブ:ロサンゼルス』 (2008年)
- 『グランド・セフト・オート・エピソード・フロム・リバティーシティ』 (2009年)
- 『レッド・デッド・リデンプション』 (2010年)
- 『レッド・デッド・リデンプション・アンデッド・ナイトメア』 (2010年)
- 『マックスペイン3』 (2012年)
- 『グランド・セフト・オートV』 (2013年)
- 『レッド・デッド・リデンプション2』 (2018年)

## 開発中止により使用予定の作品
- 『エージェント』